# Джудіт Кранц
Джудіт Кранц (англ. Judith Krantz; уроджена Юдіф Блума-Гіттел Тарчер, англ. Tarcher; 9 січня 1928, Нью-Йорк, США — 22 червня 2019) — американська письменниця.

## Життєпис
Джудіт Кранц виросла в єврейській родині в Нью-Йорку. Навчалася в престижній школі Birch Wathen Lenox School. У 16 років вступила до жіночого коледжу вільних мистецтв — Коледжі Веллслі. У 1948 році закінчила Веллслі і переїхала до Парижу, де стала працювати в сфері моди, відповідала за зв'язки з громадськістю. Спілкувалася з відомими представниками культури, мистецтва і моди — зокрема, Марлен Дітріх, Орсон Веллс і Юбер де Живанші.
Через рік повернулася до Нью-Йорка. Працювала журналісткою художнього відділу журналу Good Housekeeping, де пізніше стала редакторкою видання.
У 1954 році вийшла заміж за Стіва Кранца, згодом кіно — і телепродюсера більшості фільмів і міні-серіалів, знятих за її книгами. Через три роки у них народився син. Джудіт довелося залишити роботу і довгий час працювати вдома вільнонайманим редактором статей. В цей період вона співпрацювала з виданнями Macleans, McCall’s, Ladies’ Home Journal і Cosmopolitan.
Потім повністю присвятила себе літературній творчості.
Довгий час Джудіт Кранц жила в Бель-Ер і Ньюпорт-Біч, Каліфорнія. У 2007 році овдовіла. Має двох синів.
Померла Джудіт Кранц 22 червня 2019 року на 92-у році життя у Бель-Ейр біля Лос-Анджелеса.

## Творчість
Джудіт Кранц у 1978 році в 50-річному віці опублікував свій перший роман — «Крупинки» (Scruples). Автор багатьох бестселерів в жанрі жіночого роману.
Книги Джудіт Кранц перекладені більш ніж 50 мовами світу і видані загальним накоадом понад 80 млн примірників.
Вісім романів письменниці були екранізовані.

## Вибрані твори
- 1978 — «Крупинки» (Scruples)
- 1992 — «Крупинки 2» (Scruples Two)
- 1988 — «Поки ми не зустрінемося знову» (Till We Meet Again)
- 1996 — «Весняна колекція» (Spring Collection)
- 1998 — «Зоряний пил» (в оригіналі — The Jewels of Tessa Kent, «Коштовності Тесі Кент»)
- 1994 — «Коханці» (Lovers)
- 1990 — «Студія „Дезл“» («Усе або нічого»; Dazzle)
- 1980 — «Княжна Дезі» (також «Срібна богиня»; Princess Daisy)
- 1984 — «Слава, любов і скандали» (в оригіналі — Mistral’s Daughter, «Дочка Містраля»)
- 1986 — «Я підкорю Манхеттен» (I’ll Take Manhattan)

Опублікувала в 2000 році автобіографічний роман Sex and Shopping: The Confessions of a Nice Jewish Girl.

## Екранізації творів Джудіт Кранц
- Крупинки / Scruples (1980), мінісеріал
- Принцеса Дейзі / Princess Daisy (1983)
- Донька Містраля / Mistral's Daughter (1984), мінісеріал
- «Я підкорю Манхеттен» / i'll Take Manhattan (1987), мінісеріал
- Коли ми зустрінемося знову / Till We Meet Again (1989), міні-серіал
- «Секрети» / Secrets (1992), міні-серіал
- Пісня любові: полум'я і пристрасть / Torch Song: Fire & Passion (1993)
- Очаровашка / Dazzle (1995)